# Sarah Chang
Sarah Chang (Filadelfia, 10 de diciembre de 1980) es una violinista clásica estadounidense de ascendencia coreana. Reconocida como una niña prodigio, debutó como solista con la Filarmónica de Nueva York y la Orquesta de Filadelfia en 1989. Se matriculó en la Juilliard School para estudiar música, se graduó en 1999 y continuó sus estudios universitarios. Especialmente durante la década de 1990 y principios y mediados de la década de 2000, Chang interpretó papeles importantes como solista con muchas de las principales orquestas del mundo.

## Biografía
Sarah realizó una audición en la Academia Juilliard de Música cuando tenía 6 años, tocando el concierto para violín de Bruch. Fue admitida a la clase de Dorothy DeLay, maestra de violín de algunos de los más grandes violinistas del mundo como Itzhak Perlman, Midori, Gil Shaham, Shlomo Mintz y muchos otros, incluyendo al padre de Chang. 
Chang fue reconocida como niña prodigio desde que era muy pequeña, y cuando tenía 8 años tuvo la oportunidad de tocar para nombres tan importantes de la música como Zubin Mehta y Riccardo Muti, quienes trabajaban con la Orquesta Filarmónica de Nueva York y la Orquesta de Filadelfia respectivamente. A los 9 era la violinista más joven en grabar un disco. Jascha Heifetz, otro famoso niño prodigio grabó cuando tenía 11 años. En una entrevista su maestra afirmó que ninguna persona había visto nunca "algo como ella", Yehudi Menuhin la llamó "la más maravillosa, la más perfecta, la violinista más ideal que he escuchado".
En los últimos dos años Sarah Chang ha realizado presentaciones con la Orquesta Sinfónica de Toronto (TSO), la Orquesta Sinfónica de Pittsburgh (PSO), la Filarmónica de Bboulder (BF) y la Filarmónica de Calgary (CF), además de haber sido invitada por la Orquesta Filarmónica Joven de Colombia (OFJC), con la cual ha realizado conciertos en Bogotá. En el 2011 se presentó con la Orquesta Sinfónica de Londres (LSO), la Orquesta Sinfónica Nacional de Washington (NSO, Washington),  la Orquesta Filarmónica Real (OFR) y la Orquesta Sinfónica de Pittsburgh (PSO) entre otras.

## Discografía
- 1992 Debut
- 1993 Johannes Brahms'; Tschaikowsky
- 1996 Édouard Lalo'; Vieuxtemps
- 1997 Simply Sarah
- 1998 Jean Sibelius'; Mendelsohn-Barholdy
- 1999 Sweet Sorrow
- 2000 Karl Goldmark; Orcesta Gürzenich (James Conlon)
- 2001 Fire and Ice
- 2002 Antonín Dvořák', P. Tschaikowsky
- 2003 Classical Legends (compilación)
- 2004 Sonatas Francesas (Lars Vogt)
- 2004 Ralph Vaughan Williams': Sinfonies; El remontar de la alondra (The Lark Ascending) (Bernard Haitink)
- 2005 Andrew Lloyd Webber': Phantasie/Woman in White
- 2006 Dmitri Shostakóvich
- 2007 Antonio Vivaldi
- 2009 Max Bruch' & Johannes Brahms Violin Concertos